# 良性肿瘤
良性肿瘤（英語：benign tumor）是一种不具有侵袭邻近组织或遠端轉移（扩散至其他器官）能力的肿瘤。良性肿瘤被切除后，通常不会再生长，而恶性肿瘤有时会再生长。大多数身体上的良性肿瘤通常不会威胁生命，不过良性脑瘤和少部分的良性肿瘤仍然致命。与恶性肿瘤不同，良性肿瘤通常生长速度缓慢，呈膨胀性生长，表面较光滑。良性肿瘤通常被外表面（结缔组织的纤维鞘）所包围或停留在上皮内。良性肿瘤的常见例子包括痣和子宮肌瘤。

## 病理
由于良性瘤体在局部会不断增大（一般无全身症状），压迫周围的正常组织，但并不侵入邻近的正常组织内，瘤体多呈球形、结节状。瘤体周围常形成包膜，因此与正常组织分界明显，用手触摸，推之可移动。除非长在要害部位，良性肿瘤一般不会致命，大多数可被完全切除，很少有复发。虽说良性肿瘤不会致命，但是它们可能会基因突变成为恶性肿瘤，这就是有时需要用手术移除肿瘤的原因。